# Artigas de Bordèu
Artigas de Bordèu (en francès Artigues-près-Bordeaux) és un municipi francès situat al departament de la Gironda i a la regió de la Nova Aquitània.

## Demografia
| 1962                                       | 1968 | 1975  | 1982  | 1990  | 1999  | 2007  |
| ------------------------------------------ | ---- | ----- | ----- | ----- | ----- | ----- |
| 775                                        | 966  | 1.499 | 2.723 | 5.530 | 5.984 | 6.491 |
| Des de 1962: població sense dobles comptes |      |       |       |       |       |       |

## Administració
| Període | Identitat         | Partit |
| ------- | ----------------- | ------ |
| 1995-   | Françoise Cartron | PS     |